# Анатоль Левицький
Анато́ль Леви́цький (пол. Anatol Lewicki; 4 квітня 1841, село Присівці, нині Тернопільського району Тернопільської області — 25 квітня 1899, Краків) — польський історик, педагог українського походження.

## Біографія
Народився 4 квітня 1841 року в селі Присівці (нині Тернопільського районуТернопільської області, Україна). Син греко-католицького священника, золочівського декана о. Григорія Левицького.
1861 року закінчив цісарсько-королівську гімназію в Тернополі. У 1862—1866 роках навчався у Львівському університеті (основними вчителями були Антоній Малецький та Генріх Цайсберг).
З 23 березня 1867 до серпня 1879 працював учителем ц.-к. гімназії в Перемишлі. (у 1867—1879 роках жив у Перемишлі). 8 червня 1879 призначений учителем IV гімназії у Львові (викладав історію, географію, номінований 1883 року). У 1879—1883 роках належав до «Грона історичної комісії Академії знань у Львові».
Від 24 серпня 1883 року — надзвичайний, від 12 квітня 1887 — звичайний професор кафедри історії Австрії Краківського університету. В 1894/1895 навчальному році — декан філософського відділу цього вишу. У 1883—1899 роках — член історичної комісії Академії знань, у 1889—1899 — її секретар. У 1888—1899 роках — член екзаменційної комісії для кандидатів на посади вчителів гімназій та реальних шкіл. 30 листопада 1889 обраний членом-кореспондентом Академії знань.
Крайова шкільна рада доручила йому після початку політики «нової ери» написати для українців підручник з історії Польщі для середніх шкіл. Відомий під назвою «Нарис історії Польщі і з'єднаних з нею руських країв» (1884) багато разів перевидавався з доповненнями Ю. Фредберга (востаннє 1945-го в Лондоні). Підручник не раз критикували за недоліки у з'ясуванні причинності подій: автор дотримувався концепції історії Польщі краківської історичної школи.
У працях Левицького є чимало матеріалів до історії України 14—16 століть.
Помер 25 квітня 1899 року у Кракові. Похований 27 квітня на Раковицькому цвинтарі в родинному гробівці. Під час церемонії прощання з промовою до присутніх звернувся, зокрема, Станіслав Смолька, який назвав покійного представником зникаючого типу людей «gente Ruthenus natione Polonus».

### Сім'я
Дружина — Анна Меклер (14.9.1855—9.9.1919), син Анатоль (6.4.1881—11.10.1950), інженер, поховані разом з чоловіком і батьком у родинному гробівці.